# Hayes Grier
Benjamin Hayes Grier (Mooresville, Carolina del Norte, 8 de junio de 2000) es una personalidad de Internet estadounidense. Se hizo conocido por su popularidad en Vine, un servicio para compartir videos ahora difunto.

## Biografía
Grier es el tercer hijo de cuatro en su familia. Su hermano mayor, Will, es un mariscal de campo de la Universidad de Virginia Occidental. Él tiene otro hermano mayor, Nash, quien también es conocido por publicar videos en Vine. Además, tiene una medio hermana por parte de madre, Skylynn (nacida en 2009) y un medio hermano por parte de padre, John Henry (nacido en 2019).
Fue incluido en la gira Magcon (Meet and Greet Convention) de 2014 junto a su hermano Nash Grier y sus amigos Jack & Jack, Taylor Caniff, Shawn Mendes, Cameron Dallas, Aaron Carpenter y Mahogany Lox. También fue incluido en el Digi Tour meses después. Él también salió con su propia gira pero luego la canceló.
Grier fue un concursante en la temporada 21 de Dancing with the Stars, siendo emparejado con la bailarina profesional Emma Slater. Él es hasta el momento el concursante masculino más joven en haber participado en el programa. El 26 de octubre, Grier y Slater fueron eliminados quedando en el octavo puesto. Poco después de abandonar el programa, firmó un acuerdo con Creative Artists Agency para la exposición de medios y publicaciones y anunció que se uniría a la gira de Dancing With The Stars Tour a principios de 2015. También estuvo en la primera temporada del programa de televisión de Hulu, Freakish, y tuvo un reality show en la aplicación Go90 llamado Top Grier.
El 28 de julio de 2016, se informó que Grier estuvo involucrado en un accidente de moto y fue enviado al hospital. Tenía varios huesos rotos, pero fue dado de alta dos días después, el 30 de julio.
En noviembre de 2016, Grier lanzó su primera novela, Hollywood Days with Hayes.
En 2017, Verizon renovó Top Grier por dos temporadas más. El espectáculo gira en torno a la vida del influencer digital de 17 años y su familia y amigos.

## Filmografía
| Año    | Título                                     | Papel    | Notas               |
| ------ | ------------------------------------------ | -------- | ------------------- |
| 2013   | «I Look Good On You» de Bera               | Él mismo | Video musical       |
| 2015   | «Can't Feel My Face» parodia de Bart Baker | Él mismo | Presentado en video |
| 2015   | «I Really Like You» parodia de Bart Baker  | Él mismo | Presentado en video |
| 2015   | Dancing with the Stars                     | Él mismo | Temporada 21        |
| 2016   | Freakish                                   | Noodle   | Serie de Hulu       |
| 2016 - | Top Grier                                  | Él mismo |                     |